# يوسف دريس
يوسف إدريس أو يوسف دريس (ولد في 15 تشرين الأول 1945، في تيزي وزو) هو كاتب وصحفي جزائري.
بدأ العمل صحفيًّا في عام 1970 بكتابة منشورات لصحيفة المجاهد. وبعد ذلك أصبح رئيس تحرير مجموعة الصحافة ويست أوران تريبيون. أدار أسبوعيتين ثقافيتين. وقد نشر المؤلف مؤخرًا، في عام 2013، مقالًا تاريخيًّا جديدًا بعنوان معركة العادلين، نشرَتْه دار الإبريز في الجزائر العاصمة. المقال هو تكريم للفرنسيين الذين شاركوا في حرب الجزائر في صفوف جبهة التحرير الوطني.

## الأعمال

### المقالات
- مجازر تشرين الأول 1961 (2009)
- معركة العادل (2013)

### الروايات
- عشاق بادوفاني (2004)
- قضايا إجرامية. قصص حقيقية ( 2006)
- سيرة ذاتية للغروابي (2008)
- القدر إلى الظلام (2012)
- "الأماكن المصادرة" (2010)

### الشِعر
- جريسيل (1993)
- حصى (2009)